# 高而謙
高而謙（1863年—1918年），字子益，福建長樂縣人，清末民初政治人物。

## 生平
早年赴法國遊習法律專門畢業，后授江蘇試用縣丞、福建洋務差使、湖北江漢關繙譯。光緒二十八年，任江蘇補用知縣；后任山西洋務差使、候補直隸州知州、四川洋務差使、兩廣洋務差使。光緒三十三年，任外務部右參議。光緒三十四年，任雲南臨安開廣道、雲南交涉使司交涉使。宣統元年，任辦理澳門勘界事宜、外務部左丞。次年任考試遊學畢業生考試官。宣統三年，任雲南布政使，后署四川布政使。中華民國成立后，民國六年，擔任外交部次長。